# 羽衣翔
羽衣 翔（はごろも しょう、5月6日 - ）は、大阪府吹田市出身の日本の漫画家。『イース』のコミカライズで知られる。別ペンネームは水谷瞳。ロットリングを用いた独特のタッチが特徴。大阪芸術大学芸術学部映像計画学科（映像学科）卒業。

## 作品

### 『イース』シリーズ
羽衣翔の代表作。大学在学中に大塚英志に声を掛けられて角川書店の月刊コンプティークで連載開始。当時はイースのことも、主人公アドルの髪が赤かったことも知らなかった。原作元のファルコムには無断で好き勝手な展開をしていたが、同誌の人気連載作品となり、月刊コミックコンプに移籍、のちメディアワークスの『月刊電撃コミックガオ!』に移籍後も連載は続いた。
- 『イース 1』（コンプコミックス DX、角川書店、1989年12月）
- 『イース 2』（コンプコミックス DX、角川書店、1990年9月）
- 『イース 3』（コンプコミックス DX、角川書店、1991年9月）
- 『イース Sword master 4』（コンプコミックス DX、角川書店、1992年8月）
- 『イース 5』（Dengeki comics EX、メディアワークス、1993年6月）
- 『イース 6』（Dengeki comics EX、メディアワークス、1993年12月）
- 『イース 7』（Dengeki comics EX、メディアワークス、1994年4月）

### その他単行本
- 『暗黒の魔道士』（ソーサリアンシリーズ 3、角川書店、1989年3月）
- 『ウィザードリィコミックス 2』（アスキーコミックス、アスキー、1989年3月）※共著
- 『ハイパーエルフ麗子』（コンプコミックス、角川書店、1994年3月）
- 『星刻の騎士 スターズ・オブ・サミュール』（Dengeki comics EX、メディアワークス、1995年9月）
- 『ヴァンガイア』（少年キャプテンコミックススペシャル、徳間書店、1995年11月）
- 『メイドエンジェル』（Oak comix、オークラ出版、2000年12月）
- 『就活のバカタレ!』（PHP研究所、2010年6月）※共著
- 『WEATHER GIRLS 気象・天気 萌えて覚える気象学の基本』監修:森田正光（PHP研究所、2010年6月）※イラスト
- 『ツンデレ微分・積分』監修:内山力 (ビジネスCOMIC、PHP研究所、2010年10月）

### 作品掲載
- 『失恋旅行であてられて』（美少女まんがベスト集成13『プチアップルパイ FOR GIRL』、徳間書店、1985年12月）
- 『倫敦の中国娘』（美少女まんがベスト集成14『プチアップルパイ FOR GIRL』、徳間書店、1986年3月）
- 『SUNNY SIDE UP!』（美少女まんがベスト集成15『プチアップルパイ FOR GIRL』、徳間書店、1986年6月）
- 『ハイドパークの怪人』前編（美少女まんがベスト集成16『プチアップルパイ FOR GIRL』、徳間書店、1986年9月）
- 『ハイドパークの怪人』後編（美少女まんがベスト集成17『プチアップルパイ FOR GIRL』、徳間書店、1986年12月）
- 『卒業式はエスケイプ』（美少女まんがベスト集成18『プチアップルパイ 卒業』、徳間書店、1987年3月）
- 『読者の語る百物語　HOTELニューエンプティー』（アニメージュコミックス『メディウムSPECIAL』収録、徳間書店、1987年5月）
- 『ドラゴンフィールド』（『月刊コミックコンプ』連載、角川書店、1989年7-9月号）
- 『ウィザードリィ 問答無用! ぶつよっ!!』（『月刊アスキーコミック』読み切り、アスキー、1994年11月号)
- 『日本ファルコム30周年公式記念本 Falcom Chronicle』（アスキー・メディアワークス、2011年11月）※イラスト

### 携帯漫画
※水谷瞳名義
- 『腐女子ごっこ★』（まんが王国）
- 『天使ごっこ★ぬれてん』（まんが王国）
- 『妹ごっこ★』（まんが王国）
- 『メイドごっこ★おっぱい』（まんが王国）